# Luis Enrique Rodríguez-San Pedro Bezares
Luis Enrique Rodríguez-San Pedro Bezares (San Sebastián, 24 de julio de 1957), es un catedrático de Historia Moderna cuyo campo de investigación está centrado en la historia de la Universidad de Salamanca en el contexto cultural de las Universidades Hispánicas (siglos XVI-XVIII).

## Biografía
Tras licenciarse en Filosofía y Letras en la Universidad de Deusto (Bilbao) en 1979, emprende su actividad investigadora en la Universidad de Deusto durante los cursos 1979-1980.
Becario de investigación de la Universidad de Salamanca entre 1982 y 1984. Doctorado en Historia por la Universidad de Salamanca en octubre de 1985, con Premio Extraordinario y tesis dirigida por el Dr. Manuel Fernández Álvarez. La Tesis Doctoral llevó por título: La Universidad Salmantina del Barroco, período 1598-1625. Se publicó en Salamanca, Ediciones Universidad de Salamanca, 1986 (3 volúmenes).
Profesor titular de Historia Moderna de la Facultad de Geografía e Historia de la Universidad de Salamanca desde 1987. Ha impartido clases de Historia Moderna, Historia de las Mentalidades, Historiografía y Paleografía, entre 1984 y 2005, en la Universidad de Salamanca. Así mismo, ha impartido Cursos de Doctorado sobre Historia de las Universidades entre 1987 y 2005.
Miembro de Número de la Asociación Española de Historia Moderna desde 1989.
Miembro del Consejo Científico del Instituto de Estudios sobre la Universidad Antonio de Nebrija, de la Universidad Carlos III de Madrid, desde abril de 1998.
Director del Centro de Historia Universitaria Alfonso IX, centro propio de la Universidad de Salamanca, desde octubre de 1997. Colaboración con los grupos de investigación de Historia de las Universidades que dirige en Valencia (España) el Dr. Mariano Peset, desde 1987; y con los grupos de investigación sobre Historia de las Universidades que dirigen en el Centro de Estudios sobre la Universidad (CESU) de la UNAM de México los doctores Margarita Menegus, Enrique González y Clara Inés Ramírez desde 1992.
Director de la colección “Acta Salmanticensia. Historia de la Universidad” del Servicio de Publicaciones de la Universidad de Salamanca, desde 1992 y 2000.
Investigador Principal en cinco Proyectos de Investigación Nacional (España), con duración trianual, desde 1990, sobre Historia de las Universidades Hispánicas.
Investigador principal del Grupo de Investigación Reconocido (GIR) con el título “Historia de las Universidades Hispánicas”, aprobado por el Consejo de Gobierno de la Universidad de Salamanca el 17 de marzo de 2005.
Ha dirigido cuatro Memorias de Licenciatura y cuatro Tesis Doctorales relacionadas con temática de Cultura e Historia de las Universidades.
Conferencias, seminarios y congresos relacionados con la Historia de las Universidades e Historia de la Cultura, impartidos en diversas instituciones extranjeras: Roma (Italia), Messina (Italia), Leipzig (Alemania), Dusseldorf (Alemania), Münster (Alemania), Tours (Francia), Coimbra (Portugal), México D.F. (México); y españolas: Oviedo, Bilbao, San Sebastián, Logroño, Valladolid, Salamanca, Ávila, Madrid, Alcalá de Henares, Barcelona, Valencia, Alicante, Sevilla, Huelva, etc…
Miembro numerario de la Commission Internationale pour l’Histoire des Universités, vinculada al International Committee of Historical Sciences (CISH), desde febrero de 1993.

## Libros publicados
- "Los siglos XVI-XVII: cultura y vida cotidiana", (con Sánchez Lora) Madrid: Síntesis, 2000 Madrid: Síntesis, 2000
- "Lo Barroco: la cultura de un conflicto" Salamanca: Plaza Universitaria, 1988
- Editor y coordinador, junto con los doctores Manuel Fernández Álvarez y Laureano Robles, del libro "La Universidad de Salamanca", Salamanca, Ediciones Universidad de Salamanca, 1989-1990, 2 vols., 543 y 644 pp.
- "Estatutos hechos por la Universidad de Salamanca. Recopilados nuevamente. Año 1625, (Estudio introductorio y edición facsímil)", Salamanca, Ediciones Universidad de Salamanca, 1990, XXXIV + 439 pp.
- "Sensibilidades religiosas del Barroco. Carmelitas Descalzas en San Sebastián", San Sebastián, Real Sociedad Bascongada de Amigos del País (Grupo Doctor Camino), 1990. Segunda edición corregida y aumentada, 362 pp.
- "La Universidad de Salamanca. Ocho siglos de magisterio", Salamanca, Ediciones Universidad de Salamanca, 1991. En colaboración con los doctores Manuel Fernández Álvarez y Julián Álvarez Villar, 166 pp.
- "The University of Salamanca. Eight Centuries of Scholarship", Salamanca, Ediciones Universidad de Salamanca, 1992. En colaboración con los doctores Manuel Fernández Álvarez y Julián Álvarez Villar, 166 pp.
- "La formación universitaria de Juan de la Cruz", Valladolid, Junta de Castilla y León, 1992, 140 pp.
- "Estudio introductorio y edición facsímil del Ceremonial Sagrado y Político de la Universidad de Salamanca, 1720", Salamanca, Ediciones Universidad de Salamanca, 1997, XIX + 166 pp.
- Reedición facsímil en “Biblioteca Altera” (“títulos agotados más emblemáticos”) de "La Universidad Salmantina del Barroco, período 1598-1625", Salamanca, Ediciones Universidad de Salamanca, 1997, 3 vols.
- "Vida, aspiraciones y fracasos de un estudiante de Salamanca. El Diario de Gaspar Ramos Ortiz, 1568-1569", Salamanca, Ediciones Universidad de Salamanca, 1999. Segunda edición corregida, 53 pp.
- Edición y Prólogo del libro "Las Universidades Hispánicas. De la Monarquía de los Austrias al Centralismo Liberal". Vol. I, Siglos XVI-XVII. Vol. II, Siglos XVIII-XIX, Valladolid, Junta de Castilla y León y Ediciones Universidad de Salamanca, 2000, 514 y 454 pp. Actas del V Congreso Internacional sobre Universidades Hispánicas celebrado en Salamanca, en mayo de 1998.
- "Los siglos XVI y XVII. Cultura y vida cotidiana", Madrid, Editorial Síntesis, Colección Historia de España Tercer Milenio, nº 13, 2000, 319 pp. En colaboración con el doctor José Luis Sánchez Lora.
- "Estudiantes de Salamanca", Salamanca, Ediciones Universidad de Salamanca, 2001, 96 pp. En colaboración con Roberto Martínez del Río.
- "Bosquejo histórico de la Universidad de Salamanca", Salamanca, Ediciones Universidad de Salamanca, 2002, 72 pp. Segunda edición, corregida, 2004, 73 pp.
- Coordinador general de la "Historia de la Universidad de Salamanca". I. Trayectoria e instituciones vinculadas, Salamanca, Ediciones Universidad de Salamanca, 2002, 750 pp. Prólogo, pp. 13-18.
- Director y editor de la "Miscelánea Alfonso IX". Centro de Historia Universitaria, Salamanca, Universidad de Salamanca, 6 vols., correspondientes a los años 1999, 2000, 2001, 2002, 2003 y 2004; 275, 319, 319, 286, 335 y 308 pp.
- Editor, junto con Juan Luis Polo Rodríguez, del libro "Grados y ceremonias en las Universidades Hispánicas", Salamanca, Ediciones Universidad de Salamanca, 2004, 335 pp.
- Coordinador general de la "Historia de la Universidad de Salamanca". II. Estructuras y flujos, Salamanca, Ediciones Universidad de Salamanca, 2004, 983 pp. Prólogo y Noticia de la Edición, pp. 13-15.
- Editor, junto con Juan Luis Polo Rodríguez, del libro "Saberes y disciplinas en las Universidades Hispánicas". Miscelánea Alfonso IX, 2004, Salamanca, Ediciones Universidad de Salamanca y Centro de Historia Universitaria Alfonso IX, 2005, 308 pp.
- "Atmósfera universitaria en Cervantes", Salamanca, Ediciones Universidad de Salamanca, 2006 (64 páginas). Número 79.

## Enlaces
- Listado de obras de Luis Enrique Rodríguez-San Pedro Bezares en Dialnet
- Centro de Historia Universitaria Alfonso IX

- Datos: Q5490817